# 7人制ラグビー男子スペイン代表
7人制ラグビー男子スペイン代表（英語: Spain national rugby sevens team）は、国際大会に派遣される7人制ラグビーの男子スペイン代表チームである。
ワールドラグビーセブンズシリーズ、ラグビーワールドカップセブンズなどに出場している。

## 歴史
2012年からワールドラグビーセブンズシリーズに参加。
その後2016年、リオ五輪7人制ラグビー世界最終予選決勝でサモア代表を破りリオ五輪出場を決めた。

## 成績

### 夏季オリンピック
| 年   | ラウンド         | 順位     | 試       | 勝       | 負       | 分       |
| ---- | ---------------- | -------- | -------- | -------- | -------- | -------- |
| 2016 | 予選ラウンド敗退 | 10位     | 5        | 1        | 4        | 0        |
| 2021 | 出場なし         | 出場なし | 出場なし | 出場なし | 出場なし | 出場なし |
| 計   | 優勝 0 回        | 1/2      | 5        | 1        | 4        | 0        |

### ワールドカップ
| 年   | ラウンド             | 順位     | 試       | 勝       | 負       | 分       |
| ---- | -------------------- | -------- | -------- | -------- | -------- | -------- |
| 1993 | プレート準優勝       | 10       | 7        | 3        | 4        | 0        |
| 1997 | プレート準々決勝敗退 | 13       | 5        | 3        | 2        | 0        |
| 2001 | プレート準決勝敗退   | 11       | 7        | 4        | 3        | 0        |
| 2005 | 出場なし             | 出場なし | 出場なし | 出場なし | 出場なし | 出場なし |
| 2009 | 出場なし             | 出場なし | 出場なし | 出場なし | 出場なし | 出場なし |
| 2013 | ボウル準々決勝敗退   | 21       | 4        | 0        | 4        | 0        |
| 2018 | 出場なし             | 出場なし | 出場なし | 出場なし | 出場なし | 出場なし |
| 計   | 優勝 0回             | 4/7      | 23       | 10       | 13       | 0        |

### ワールドセブンズシリーズ
- ※コアチームとして在籍したシーズンのみ
- 2012-2013シーズン - 15位
- 2013-2014シーズン - 15位(降格)
- 2017-2018シーズン - 11位
- 2018-2019シーズン - 12位
- 2019-2020シーズン - 14位

## 主な歴代選手
- マティアス・トゥデラ - リオ五輪代表主将

## 直近大会の代表スコッド
1. ハビエル・デフアン
2. パブロ・フォンテス（英語版）
3. フランシスコ・エルナンデス
4. マヌエル・サンズ=トラパガ
5. イナキ・マチュー
6. ポール・プラ
7. アレハンドロ・アロンソ
8. フアン・ラモス
9. トビアス・サンズ=トラパガ
10. アレハンドロ・デラローサ
11. エドゥアルド・ロペス
12. マーティン・アロンソ
13. イグナシオ・ロドリゲス・ゲーラ